# Schell (Adelsgeschlecht)

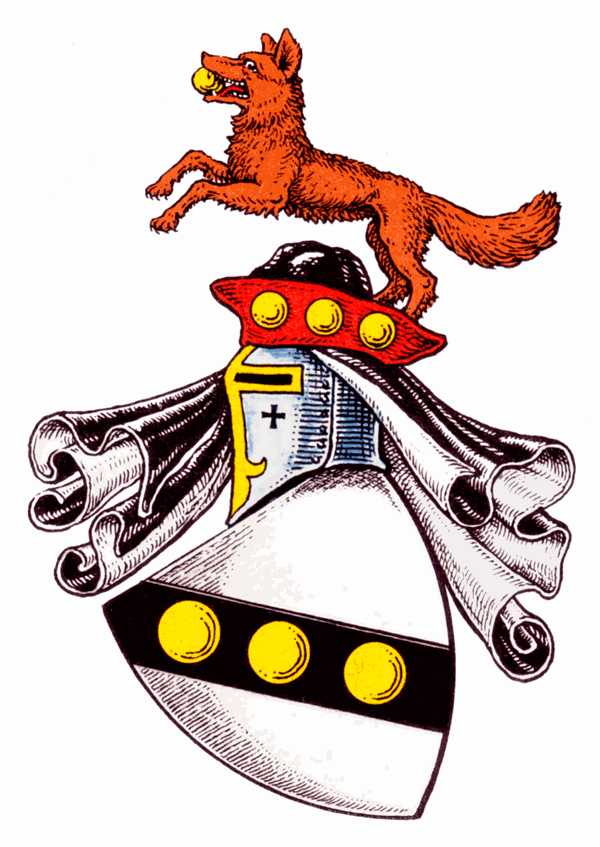
Wappen derer von (Vittinghoff-)Schell

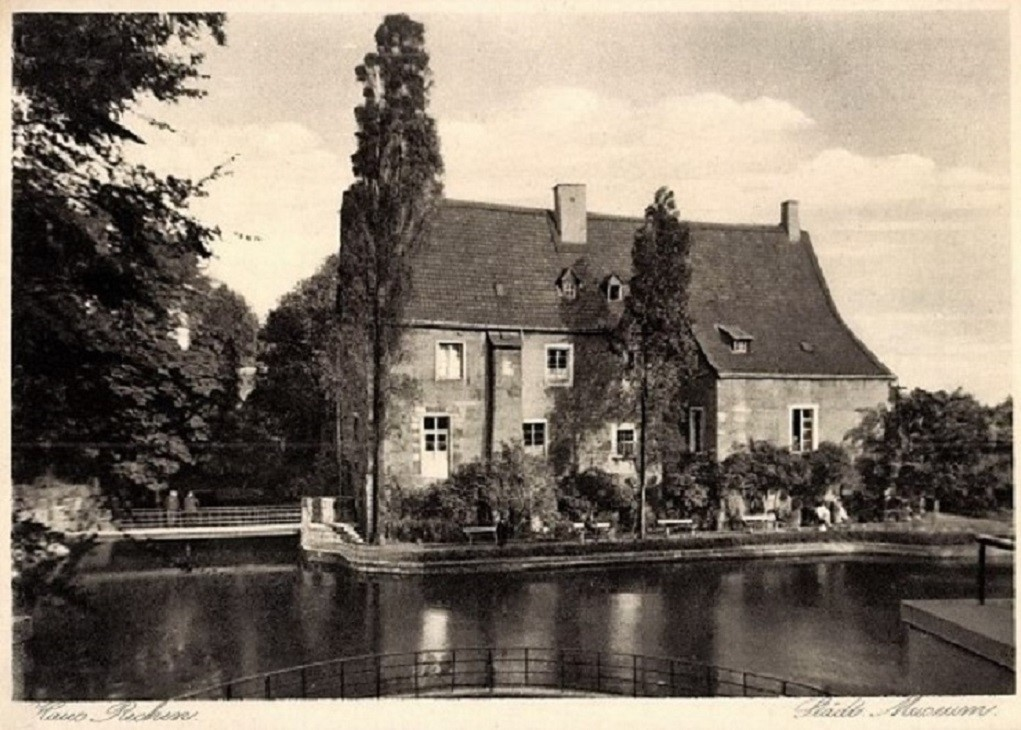
Das ehemalige Haus Rechen in Bochum-Ehrenfeld

Schell war der Name eines westfälischen Adelsgeschlechts, dass unter anderem mit Haus Rechen in Ehrenfeld in Bochum verbunden ist. Sie sind ein Zweig der Vittinghof genannt Schell.

## Geschichte
Als Johann von Galen 1543 kinderlos starb, wurde der Ehemann seiner jüngeren Schwester Jutta, Jürgen von Schell, mit Haus Rechen belehnt; dessen ältester Sohn Jürgen erhielt es 1558. 1598 folgte Christoph von Schell. Dessen Bruder Johann saß auf Haus Goldschmieding bei Castrop.
Johann Carl Adolph von Schell (1767–1835) und seine Ehefrau Wilhelmine von Schell geb. von Schele (1790–1842) waren die Eltern von Louis von Schell (1818–1890), er wurde später Bürgermeister in Unna und in Gütersloh. Er hatte einen Sohn und sieben Töchter.
Leutnant Heinrich Friedrich von Schell (1810–1849) war von 1844 bis zu seinem Tod Amtmann des Amts Bochum. Er zog 1849 als Kompanieführer (5. Kompanie des 16. Landwehrregiments aus Westfalen) zur Bekämpfung der Badischen Revolution aus. In dem Gefecht bei Durlach wurde er verwundet und starb kurz darauf. An ihn erinnert in Bochum-Ehrenfeld an der Melanchtonkirche ein Säulenmonument mit Adler. Er war mit Augusta Dorothea geb. von Gillhaußen (1809–1884) verheiratet, beide hatten acht gemeinsame, beim Tod des Vaters noch unmündige Kinder.
Generalleutnant Otto von Schell (1834–1902), Bruder des Generalmajors Adolf von Schell (1837–1888), wurde nach mehrjährigen Erbstreitigkeiten 1857 alleiniger Eigentümer von Haus Rechen. Er veräußerte ab 1898 große Teile seines Grundbesitzes an den Immobilienspekulanten Clemens Erlemann, der darauf den Ortsteil Ehrenfeld errichtete. Sein Sohn Karl von Schell (1870–1923) verkaufte 1904 den Rest des Geländes und erwarb mit dem Erlös ein Rittergut in Niederschlesien. Haus Rechen wurde am 4. November 1944 durch Brandbomben zerstört, heute befinden sich dort die Kammerspiele Bochum.
Einige Grabsteine stehen an der 1911–1913 erbauten Melanchthonkirche in Bochum-Ehrenfeld, ihre Erhaltung war im Kaufvertrag mit Erlemann fixiert. Im Umfeld erinnert auch die Schellstraße an das Adelsgeschlecht.

## Wappen
Über das Wappen schreibt Anton Fahne: „führen in silberem Felde einen rechtsschrägen, schwarzen Querbalken, besetzt mit drei goldenen Kugeln und auf dem Helme einen schwarzen roth aufgeschlagenen Turnierhut, besetzt mit einem rothen Fuchse, der einen goldenen Ballen im Maule trägt.“